# كارثة خطأ
يشير مصطلح كارثة الخطأ إلى انقراض متعضية (غالبًا في سياق الميكروبات ومنها الفيروسات) وذلك نتيجة للتغير الهائل في الحمض الريبي النووي. وكارثية الخطأ هو شيء يتوقع بالنماذج الرياضية ويلاحظ تجريبيًا.
الفيروسات مثلها مثل أي كائن حي يخطئ (أو يتحول) أثناء الاستنساخ. وتزيد الطفرات الناتجة من التنوع الحيوي بين الجمهرة وتساعد على تقويض قدرة الجهاز المناعي للشخص المضيف على التعرف عليه عند إصابته بالعدوى لاحقًا. وكلما كثرت الطفرات أثناء الاستنساخ، زادت فرصة عدم تعرف الجهاز المناعي على الفيروس وكلما زاد تنوع الجمهرة (انظر المقال الذي يتناول موضوع التنوع البيولوجي لمزيد من التفاصيل حول المزايا الانتقائية لهذا التنوع). إلا أنه إذا نجح الفيروس في طفرات كثيرة جدًا، قد يتعرض لفقد بعض من ملامحه البيولوجية التي تطورت بالإيجاب، بما في ذلك قدرتها على القيام بأي عملية تكاثر.